# Intendance d'Alsace
1639–1789
(150 ans)
Entités précédentes :
- Création

Entités suivantes :
- Bas-Rhin
- Haut-Rhin

L'intendance d’Alsace est une administration et une circonscription financière du royaume de France sous l'Ancien Régime.
Apparue en 1639, durant la guerre de Trente Ans, elle assure d'abord le ravitaillement des troupes françaises présentes dans plusieurs villes de la plaine d'Alsace, alors possessions du Saint-Empire. Avec l'annexion de ces territoires par la France en 1648, l'intendance devient l'administration civile de la province d'Alsace. Rattachée à la généralité de Metz, elle continue d'être dotée de son propre intendant, installé à Strasbourg à partir de 1682 et représentant le roi de France dans la province. À la fin du XVIIIe siècle, l'intendance d'Alsace est parfois mentionnée sous le nom de généralité d’Alsace ou de généralité de Strasbourg. 
Elle disparaît au début de la Révolution française de 1789, puis est remplacée par les administrations centrales des départements du Bas-Rhin et du Haut-Rhin créés en 1790.

## Histoire
Au début du XVIIe siècle, la plaine d'Alsace fait partie du Saint-Empire romain germanique et se compose de plusieurs petits territoires qui forment des comtés, des seigneuries, des principautés ecclésiastiques ainsi que des villes impériales. Les ravages de la guerre de Trente Ans poussent plusieurs villes alsaciennes à se placer sous la protection militaire du roi de France : en 1634, des garnisons françaises s'installent dans la ville impériale de Haguenau ainsi qu'à Saverne, capitale de l'Évêché de Strasbourg. La protection royale s'étend à la ville impériale de Colmar en 1635 et à celle de Kaysersberg en 1636. D'autres villes de la région, occupées par les soldats de l'Empire suédois, sont également confiées aux armées françaises.
En 1634, les premiers intendants d'armée sont envoyés par le royaume de France pour assurer le ravitaillement des troupes présentes dans la région. Ces agents du roi sont ensuite appelés « intendants de province, justice, police et finances » en 1637, puis « intendants d’armée et directeurs des vivres » à partir de 1639,. D'abord liée à la province française des Trois-Évêchés et au duché de Lorraine occupé, l'intendance d'Alsace devient une unité administrative à part entière en 1639. 
La protection française se transforme en annexion en vertu des traités de Westphalie de 1648. L'administration est déjà en place lorsque la nouvelle province d'Alsace apparaît officiellement au sein du royaume de France. Ces administrateurs sont appelés « intendants d’armée et directeurs des vivres » En 1655, le Cardinal de Mazarin nomme le premier « intendant des finances et de la police » chargé de l'administration de la province. Son choix se porte sur Charles Colbert de Croissy, le frère cadet de Jean-Baptiste Colbert, dans l'objectif d'accélérer le processus d'intégration de la province au royaume de France.
Sur le plan administratif, l'intendance est intégrée à la généralité de Metz en 1661. Dans les faits, c'est l'intendant d'Alsace qui exerce les compétences de la généralité dans les territoires alsaciens. Il est le représentant du Roi, de la monarchie absolue et de la centralisation administrative. Il exerce désormais les pouvoirs civils, financiers et judiciaires, laissant les affaires militaires au gouverneur d'Alsace et au commandant en chef des armées. 
Le siège de l'intendance est établi à Strasbourg en 1682, un an après la capitulation de la ville. Ce choix est hautement symbolique. L'intendant d'Alsace est parfois appelé « surintendant » ou « superintendant ». Il est secondé par un subdélégué général, suppléant éventuel qui peut également assurer l'intérim jusqu'à la nomination d'un nouvel intendant. Il est par ailleurs assisté de plusieurs subdélégués établis à Colmar, Ferrette, Belfort, Saverne, Sélestat, Haguenau, Landau et Strasbourg. Ces derniers supervisent l'administration des seigneuries et surveillent les baillis ainsi que les institutions municipales à travers la province. 
L'intendant est le plus souvent issu du corps des maîtres des requêtes du Conseil du roi de France. La lettre de Commission qui lui est remise précise ses missions et ses pouvoirs, exercés dans un ressort déterminé et pour une durée limitée. Sa carrière dépend entièrement de la volonté du souverain, qui le choisit, le déplace d'une généralité à une autre et peut le révoquer à sa convenance. Agent du roi, l'intendant s'inscrit dans la hiérarchie avec docilité, voire soumission, et remplit son rôle de serviteur de l'État. En théorie, il ne dispose d’aucun droit personnel sur la charge qu'il occupe. La généralité n'a que peu d'existence concrète en Alsace. À la fin du XVIIIe siècle, celle-ci figure toutefois parmi les généralités du royaume, comme en témoigne l'Encyclopédie méthodique de 1784.
L'intendance d'Alsace disparaît lorsque Antoine Chaumont de La Galaizière est démis de ses fonctions d'intendant en juillet 1789, au début de la Révolution française.

## Territoire
La formation territoriale de la province d'Alsace s'est faite progressivement, au gré des conquêtes de Louis XIV, entre les traités de Westphalie de 1648 et le traité de Ryswick de 1697 qui reconnaît les annexions françaises précédentes. Au début du XVIIIe siècle, l'autorité de l'intendant d'Alsace s'exerce sur un territoire qui comprend :
- les pays d'ancienne domination : les anciennes possessions personnelles des Habsbourg en Haute-Alsace et dans la vallée de Villé, cédées par l'archiduché d'Autriche au royaume de France en 1648, ainsi que les seigneuries « médiatisées » de la région, comme la seigneurie de Ribeaupierre dont les seigneurs sont devenus les vassaux du roi de France ;
- les pays de nouvelle domination : les dix anciennes villes impériales de la Décapole données à la France par les traités de Nimègue en 1679, ainsi que les seigneuries « immédiates » de Basse-Alsace annexées au territoire français par les arrêts du 22 mars et 9 août 1680 consacrant la « politique des Réunions » et visant notamment la principauté épiscopale de Strasbourg, le comté de Hanau-Lichtenberg et le comté de la Petite-Pierre, auxquels s'ajoute l'ancienne ville impériale libre de Strasbourg annexée en 1681 ;
- les bailliages dits contestés ou exempts : plusieurs territoires au nord de la province d'Alsace, situés entre les rivières Lauter et Queich, sur lesquels le roi de France affirme exercer sa souveraineté bien qu'ils soient revendiqués par le margrave de Bade, l'évêque de Spire, l'Électeur palatin ou le duc de Deux-Ponts[12].

## Liste des circonscriptions administratives
La généralité étant une des circonscriptions administratives majeures, la connaissance historique du territoire concerné passe par l'inventaire des circonscriptions inférieures de toute nature. Cet inventaire est la base d'une exploration des archives réparties entre les différentes archives départementales des départements concernés.
Cette liste ne comporte pas les bailliages ci-dessus, leurs appellations exactes restant à confirmer.
- Subdélégation de Belfort
  - Bailliage d'Altkirch
  - Bailliage de Belfort
  - Bailliage de Brunstatt
  - Bailliage de Delle
  - Bailliage de Ferrette
  - Bailliage de Marmunster et de Rougemont
- Subdélégation de Colmar
  - Bailliage de Thann
  - Bailliage d'Ensisheim et de Sainte-Croix
  - Bailliage de Landser
  - Bailliage d'Eschentzwiller
  - Bailliage de Bollwiller
  - Bailliage de Guebwiller
  - Bailliage de Rouffach
  - Bailliage de Horbourg et de Riquewihr
  - Bailliage de Ribeaupierre
- Subdélégation de Ferrette, non citée par L. Mirot
- Subdélégation de Haguenau, non citée par L. Mirot
- Subdélégation de Landau
  - Bailliage de Woerdt
  - Bailliage de Hatten
  - Bailliage de Kutzenhausen
  - Bailliage de Fleckenstein
  - Bailliage de Beinheim
  - Bailliage de Lauterbourg
  - Bailliage de Madenbourg
  - Bailliage de Dahn
  - Bailliage de Gutenberg
  - Bailliage de Hohenbourg
- Subdélégation de Saverne
  - Bailliage de Saverne
  - Bailliage de Kochersberg
  - Bailliage de l'abbaye de Saint-Jean
  - Bailliage de Marmoutier
  - Bailliage de l'abbaye de Neubourg
  - Bailliage d'Oberbronn
  - Bailliage de Reichshoffen
  - Bailliage de Bischweiler
  - Bailliage de Dagsbourg
  - Bailliage de Dettwiller
  - Bailliage de La Petite-Pierre
  - Bailliage de Haguenau
- Subdélégation de Sélestat
  - Bailliage de Weiler ou Viller
  - Bailliage de Marckolsheim
- Subdélégation de Strasbourg
  - Bailliage de Dachstein
  - Bailliage de Mutzig et de Schirmeck
  - Bailliage de Benfeld
  - Bailliage de La Wantzenau
  - Bailliage du Grand-chapitre de Strasbourg
  - Bailliage de Barr
  - Bailliage de Wassenheim et de Marley
  - Bailliage de Dorlisheim
  - Bailliage de Buchweiler
  - Bailliage de Pfaffenhoffen
  - Bailliage d'Ingwiller
  - Bailliage de Brumath
  - Bailliage de Westhofen
  - Bailliage d'Offendorf
  - Bailliage du Ban de la Roche
  - Bailliage de Girdaben
  - Bailliage de la Noblesse immatriculée
- Subdélégation de Wissembourg
  - Bailliage d'Altenstadt et Saint-Remy
  - Bailliage de Schoneck
  - Bailliage de Barbelstein